# Gottfried Schugens
Gottfried Schugens (* 18. März 1946 in Geheege) ist ein deutscher Politiker (CDU) und war von 1994 bis 2009 Mitglied des Thüringer Landtags.

## Werdegang
Schugens war nach seiner Berufsausbildung (1960 bis 1963) zunächst bis 1969 als Landmaschinen- und Traktorenschlosser tätig – unterbrochen vom 18-monatigen Wehrdienst in den Jahren 1966/67 –, dann von 1969 bis 1990 als Ausbilder und Fachlehrer. Von 1967 bis 1971 absolvierte er ein Ingenieurstudium im Fach Maschinenbau. 
Nach der politischen Wende war Schugens von 1990 bis 1994 Dezernatsleiter bei der Kreisverwaltung Pößneck. Bei der Landtagswahl 1994 wurde er erstmals in den Thüringer Landtag gewählt. Er zog stets mit Direktmandat aus dem Wahlkreis Saale-Orla-Kreis II in den Landtag ein und war dort verkehrspolitischer Sprecher der CDU-Fraktion. Bei der Landtagswahl 2009 verlor Schugens seinen Wahlkreis an Heidrun Sedlacik (Die Linke). Da er auch nicht über die CDU-Landesliste, wo er auf Platz 44 kandidiert hatte, in den Landtag einziehen konnte, schied er aus dem Parlament aus.
Schugens ist Kreistagsmitglied im Saale-Orla-Kreis und stellvertretender Kreisvorsitzender der CDU.
| Personendaten    | Personendaten                  |
| ---------------- | ------------------------------ |
| NAME             | Schugens, Gottfried            |
| KURZBESCHREIBUNG | deutscher Politiker (CDU), MdL |
| GEBURTSDATUM     | 18. März 1946                  |
| GEBURTSORT       | Geheege                        |